# Удмуртская письменность
Удмуртская письменность — письменность, используемая для записи удмуртского языка. С момента своего возникновения в XVIII веке и до настоящего времени базируется на кириллице. Также предпринимались попытки применить для записи удмуртского языка латинский алфавит. В современном виде удмуртский алфавит утверждён в 1937 году.

## История алфавита

### XVIII век
Вопрос датировки возникновения удмуртской письменности является дискуссионным и связан с вопросом, что вообще считать началом письменности на том или ином языке. Разные исследователи ведут отсчёт истории удмуртского письма с разных событий — первых записей удмуртского языкового материала (1726 год), публикации первых небольших переводных текстов (1769), публикации первой грамматики (1775), публикации первых удмуртских книг, имеющих связный текст и определённую систему графики (1847).
Первая известная фиксация удмуртского языкового материала относится к 1726 году. Она была произведена Д. Г. Мессершмидтом с использованием латинского алфавита. Составленный им словарь из 400 удмуртских слов не был издан в то время и оставался неизвестным для науки до конца XX века (опубликован впервые в 2001 году). Первым печатным изданием с записью удмуртских слов стала книга Ф. Страленберга «Das Nord- und Ostliche Theil von Europa und Asia…», вышедшая в 1730 году. В ней также использовался латинский алфавит. Позднее латинский алфавит для фиксации удмуртского языка использовался в трудах Г. Ф. Миллера и И. Э. Фишера (середина XVIII века). Для записи удмуртских слов этими авторами использовались различные графические системы:
| УФА  | Мессершмидт       | Страленберг | Миллер               | Фишер             |
| ---- | ----------------- | ----------- | -------------------- | ----------------- |
| i̮, ә̑ | e, i, ö, u, y, yi | e, i, y     | a, e, i, o, ui, ü, y | e, i, u, ui, ü, y |
| e̮    | ö, öe, y          | ee, iö      | e, i, ö, ü           | e, i, u, ü        |
| e    | æ, e              | e           | a, ä, e, ie, ü       | ä, e, i, ie       |
| č    | tsch              | -           | tsch                 | tsch              |
| č́    | tsch              | -           | tsch                 | tsch              |
| ǯ    | -                 | -           | dsch                 | dsch              |
| ǯ́    | ds, dsh, sh, ss   | -           | dsch                 | dsch              |
| š    | sch               | -           | sch                  | sch               |
| ž    | sh                | -           | sch                  | sch               |
| ŋ    | hn, ng            | -           | n, ng                | n                 |
| u̯    | hw, wu            | -           | -                    | w                 |

Во второй половине XVIII стали появляться тексты, записанные на удмуртском языке. Первым из них стало стихотворение, напечатанное в многоязычном торжественном сборнике, посвящённом приезду Екатерины II в Казань в 1769 году. Это небольшой текст (24 слова) записанный кириллическими буквами. Ещё одно удмуртское стихотворение было напечатано в схожем сборнике 1782 года. Известны и другие краткие удмуртские тексты на кириллице, напечатанные в то время.
В 1775 году вышла первая удмуртская грамматика — «Сочинения, принадлежащие к вотской грамматике» архиепископа Казанского Вениамина (в миру В. Г. Пуцек-Григорович). В этом издании использовался кириллический алфавит, включавший большинство букв тогдашнего русского алфавита (кроме ф, х, щ, ѳ, ѵ), а также дополнительные знаки G g, ê, и̂, î, ї, ô, э̂.
В конце XVIII века также был составлен ряд удмуртских словарей и грамматик. Из них напечатаны были лишь словарь П. С. Палласа (1787—1791) и русский перевод словаря Г. Ф. Миллера (1791). Словарь З. Кротова (1785) и граматика М. Могилина (1786) остались в рукописях. Во всех этих трудах использовались различные графические системы на кириллической основе:
| УФА | Миллер            | Паллас     | стихотворения 1769,1782 | грамматика 1775 | Кротов        | Могилин               |
| --- | ----------------- | ---------- | ----------------------- | --------------- | ------------- | --------------------- |
| e̮   | е, у, э, ю        | е, о, ы, э | е, ъе, э,               | а, е, о, э      | е, о, ы, э, я | е, ɛ, о, ъе, ъ̂е, ы, э |
| je̮  | е                 | е          | -                       | іê, ѣ           | jê, ѣ         | іе, іê, ѣ             |
| i̮   | а, е, и, уи, ы, ю | и, ы       | и, ы                    | и, ы            | и, ы          | и, ы                  |
| ǯ   | дж                | ж          | -                       | дж              | дж            | дж                    |
| ǯ́   | дж, дз, з, ч      | дж, дз, з  | дз, дч, з               | дз, з           | дз            | дз, з                 |
| č́   | ч                 | ц, ч       | ц                       | ц, ч            | ц, ч          | ц, ч                  |
| č   | ч                 | ч          | ч                       | ч               | ч             | ч                     |
| ŋ   | н, нг             | нг         | -                       | н, нg           | н, нg         | -                     |
| u̯   | -                 | у, ув      | у                       | у, ув           | у, ув         | у, ув                 |

### Первая половина XIX века
В первой половине XIX века продолжалось составление удмуртских словарей и грамматик различными авторами, но все они в то время остались в рукописях. Эти труды использовали русский кириллический алфавит, иногда с добавлением отдельных знаков, например j и g, а также надстрочного диакритического знака циркумфлекса (ˆ).
С начала XIX поднимался вопрос о переводе на удмуртский язык православной литературы, в первую очередь Евангелий. Первые переводы были выполнены в 1803 году, однако по различным причинам их выпуск постоянно откладывался и затянулся более чем на 40 лет. Наконец, в 1847—1849 годах были изданы первые удмуртские книги, причём сразу 5 наименований (встречающаяся в литературе датировка первых удмуртских книг 1823 годом ошибочна). Это были Евангелие от Матфея и Евангелие от Марка на глазовском диалекте, Евангелие от Матфея на сарапульском диалекте и две азбуки — одна на глазовском, другая на сарапульском диалекте. В азбуках приведён следующий алфавит: А а, Б б, В в, Г г, Д д, Е е, Ж ж, G g, З з, И и, І і, К к, Л л, М м, Н н, О о, П п, Р р, С с, Т т, У у, Ф ф, Х х, Ц ц, Ч ч, Ш ш, Щ щ, Ъ ъ, Ы ы, Ь ь, Ѣ ѣ, Э э, Ю ю, Я я, Ѳ ѳ, Ѵ ѵ. Фактически в азбуках также использовался диграф iô. Аналогичная графическая система использовалась и в Евангелиях. Звук, ныне обозначаемый буквой ӝ передавался через ж и дж; ӟ — через з и дз; ч — через с, ц и ч; ӵ — через ч; ӧ — через е, э и о. Эти алфавиты в графическом отношении опираются на алфавит первой удмуртской грамматики 1775 года.

### С середины XIX века
После появления первых удмуртских книг и до начала 1870-х годов новые удмуртские издания появлялись эпизодически. Их алфавиты продолжали графические традиции грамматики 1775 года и представляли собой русскую практическую транскрипцию. Например, изданная в 1867 году азбука «Лыдзонъ» содержала все буквы тогдашнего русского алфавита без каких-либо дополнительных знаков для специфических звуков удмуртского языка.

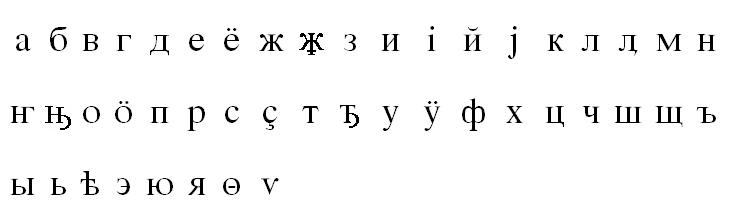
Удмуртский алфавит на основе графики Ильминского

В середине 70-х годов XIX века просветителем Николаем Ильминским была разработана единообразная графическая система (на основе принятой в тогдашней русской лингвистике транскрипционной азбуки на кириллической основе) для языков народов Урало-Поволжья (марийского, удмуртского, чувашского, крещёно-татарского). В отличие от алфавита предыдущего времени и от современного удмуртского письма, письмо Ильминского базировалось не на слоговом, а на фонематическом принципе.
В 1895 году Г. Е. Верещагин в труде «О книгах на вотском языке» рассмотрел графические системы, применявшиеся в удмуртских книгах 1880—1890-х годов и предложил свой вариант алфавита, который, однако, не нашёл практического применения. Проект алфавита Верещагина выглядел так: А а, Б б, В в, Г г, Д д, Е е, Э э, Ж ж, З з, Ԫ ԫ, Ꚉ ꚉ, І і, Ј ј, К к, Л л, М м, Н н, О о, Ӧ ӧ, П п, Р р, Ԛ ԛ, С с, Т т, У у, Ц ц, Ч ч, Ӵ ӵ, Ш ш, , Ы ы.
В 1897 году казанские издатели приняли компромиссную графическую систему, основанную на модернизированном русском алфавите с использованием добавочных глифов с диакритиками (частично заимствованных из письма Ильминского, частично по его образцу придуманных вновь). Именно эта система лежит в основе современного удмуртского письма. Так, в «Кратком славяно-вотском словаре», изданном в Казани в 1897 году, используется русский алфавит и дополнительные буквы Ӝ ӝ, Ӟ ӟ, І і, Ј ј, Ӥ ӥ, Ӧ ӧ, Ў ў, Ӵ ӵ. В 1898 году алфавит такого вида появился и в учебной литературе. Большое значение для стабилизации алфавита и орфографии имела первая удмуртская газета «Войнаысь ивор», начавшая выходить в 1915 году. Материалы газеты содержали буквы Ӝ ӝ, Ӟ ӟ, Ӧ ӧ, Ӵ ӵ, Ы̆ ы̆.
В 1924 году вышло первое издание учебного пособия «Удмурт кылрадъян». В нём удмуртский алфавит имел уже почти современный вид, за исключением букв Ф ф, Х х, Ц ц, Щ щ. При этом оговаривалось, что эти буквы возможно употреблять в русских словах. В начале 1930-х годов в удмуртский алфавит были введены буквы Ф ф, Х х, Ц ц, Щ щ и он принял современный вид. Это окончательно было утверждено на языковой конференции в 1937 году. С тех пор удмуртский алфавит изменения не вносились, уточнялась лишь орфография.
- Букварь для крещёных вотяков. Казань, 1875, 1882: присутствуют буквы Ӓ ӓ, Ӗ ӗ,  , І і, J ȷ, Ӆ ӆ, Ҥ ҥ, Ԣ ԣ, Ŏ ŏ, Ҫ ҫ, Ꚋ ꚋ, Ӱ ӱ, Ѳ ѳ, Ы̆ ы̆. Отсутствуют Ё ё, Ӝ ӝ, Ӟ ӟ, Ӥ ӥ, Й й, Ц ц, Ӵ ӵ, Щ щ, ъ, ь.
- Букварь для вотяцких детей Сарапульского уезда. Казань, 1882: J ȷ, Ԡ ԡ, Ҥ ҥ, Ԣ ԣ, Ҫ ҫ, Ꚋ ꚋ, Ӳ ӳ, Ѣ ѣ, Ѳ ѳ. Отсутствуют Ё ё, Ӝ ӝ, Ӟ ӟ, Ӥ ӥ, Й й, Ц ц, Ӵ ӵ, Щ щ.
- Букварь и первая учебная книжка для вотяков Елабужского уезда. Казань, 1889: присутствуют буквы І і, Ҥ ҥ, Ŏ ŏ, Ҷ ҷ. Отсутствуют Ӝ ӝ, Ӟ ӟ, Ӥ ӥ, Й й, Ӧ ӧ, Ф ф, Х х, Ц ц, Ӵ ӵ, Щ щ.
- Букварь для вотских детей. Казань, 1898, 1907: присутствуют буквы І і, J ȷ. Отсутствуют Ф ф, Х х, Ц ц, Щ щ.
- Букварь для вотских детей. Казань, 1912, 1917: присутствуют буквы І і, J ȷ, Ҥ ҥ. Отсутствуют Ф ф, Х х, Ц ц, Щ щ.
- Вуоно улон — огъя улон. Ижевск, 1924: отсутствуют буквы Ф ф, Х х, Ц ц, Щ щ, Ъ ъ.
- Пичиос. Ижкар, 1926: отсутствует буква Ъ ъ.

## Современный алфавит
Удмуртский алфавит состоит из 38 букв:
| А а | Б б | В в | Г г | Д д | Е е | Ё ё | Ж ж | Ӝ ӝ | З з |
| Ӟ ӟ | И и | Ӥ ӥ | Й й | К к | Л л | М м | Н н | О о | Ӧ ӧ |
| П п | Р р | С с | Т т | У у | Ф ф | Х х | Ц ц | Ч ч | Ӵ ӵ |
| Ш ш | Щ щ | Ъ ъ | Ы ы | Ь ь | Э э | Ю ю | Я я |     |     |

Удмуртский алфавит включает все 33 буквы русского алфавита, а также 5 дополнительных букв. Правила их чтения аналогичны правилам в русском языке, что позволяет заимствовать русские слова с сохранением их орфографии. Буквы Ф ф, Х х, Ц ц, Щ щ не используются в словах удмуртского происхождения.
Буква Ӥ ӥ («точкаосын И») обозначает тот же гласный, что и буква И и, но, в отличие от неё, не вызывает мягкость предшествующего согласного. Буква Ӧ ӧ обозначает особый неогублённый гласный заднего ряда среднего подъёма ([ʌ] в МФА). Буквы Ӝ ӝ, Ӟ ӟ, Ӵ ӵ используются для специфических аффрикат — сочетаний из двух слитно произносимых согласных. Буква Ӵ ӵ представляет аффрикату [тш] и является твёрдым вариантом Ч ч. Буква Ӝ ӝ — аффриката [дж] и является звонким вариантом Ӵ ӵ. Буква Ӟ ӟ — аффриката [д’з'], мягкий вариант Ӝ ӝ и звонкий вариант Ч ч.

### Письменность бесермянского наречия
Письменность бесермянского наречия, характеризующегося значительными фонетическими отличиями от литературного удмуртского языка, возникла в 2010-е годы. Научно разработанный алфавит бесермянского наречия впервые был опубликован в 2017 году и включает следующие буквы: А а, Б б, В в, Г г, Д д, Е е, Ё ё, Ж ж, З з, Ӟ ӟ, И и, Ӥ ӥ, Й й, К к, Л л, М м, Н н, О о, Ӧ ӧ, Ө ө, П п, Р р, С с, Т т, У у, Ў ў, Ф ф, Х х, Ц ц, Ч ч, Ш ш, Щ щ, Ъ ъ, Ы ы, Ь ь, Э э, Ю ю, Я я (буквы Х х, Ц ц, Щ щ встречаются только в заимствованиях из русского). Этот алфавит стал использоваться и при общении в социальных сетях. В сентябре 2021 году вышла первая книга на бесермянском наречии — сборник рассказов «Вортча мадьёс». В этом издании используется несколько иной вариант алфавита (например, «щ» вместо «сь», также отсутствует буква Ӧ ӧ). Предлагаются и другие варианты бесермянского алфавита — по одному из проектов он должен включать все 38 удмуртских букв, а также дополнительные знаки Ө ө, Ў ў, Ҫ ҫ, Ҙ ҙ (две последних буквы — для отображения мягких вариантов звуков [š] и [ž], которые сейчас отображаются как щ и как зь или з+йотированная гласная соответственно).

## Проекты реформ

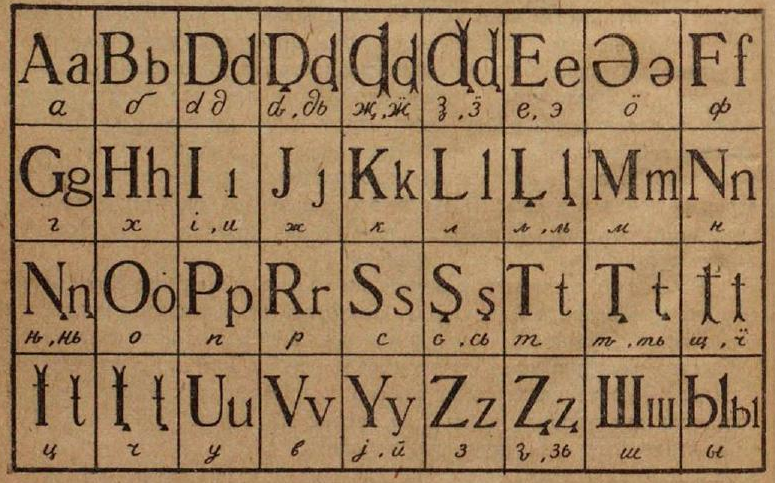
Первоначальный проект общего алфавита для удмуртского и коми языков, составленный авторами из Вотской АО (1930)

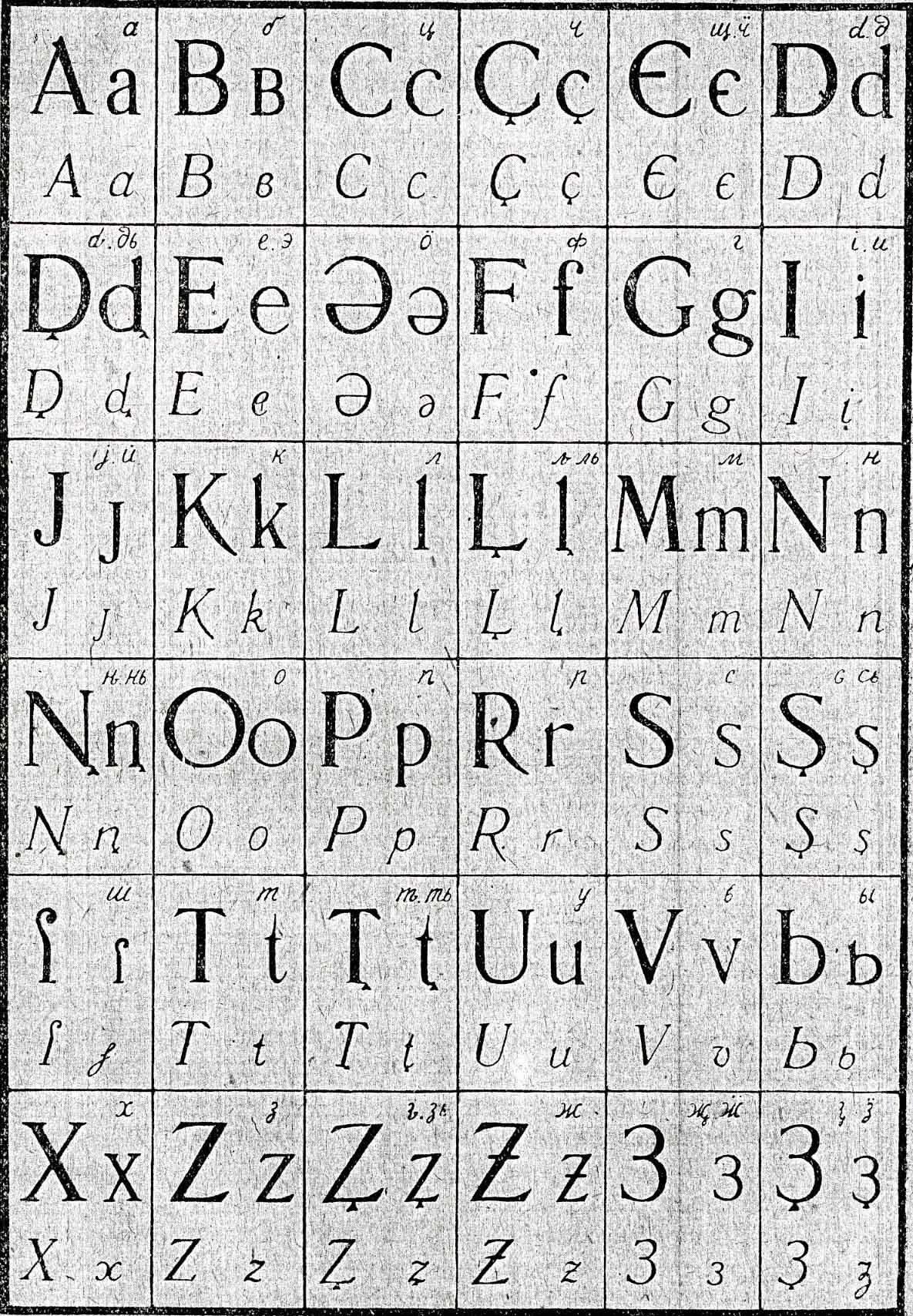
Итоговый проект общего алфавита для удмуртского и коми языков (1931)

На рубеже 1920-х и 1930-х годов в СССР шёл процесс латинизации — перевода письменностей народов страны на латинскую графическую основу. В рамках этого процесса разгорелась дискуссия о реформе удмуртского алфавита. В конце 1920-х годов ряд предложений касался реформы существовавшего кириллического алфавита. Так, в 1928 году Иннакей Кельда предлагал заменить тремы в буквах ӝ, ӟ, ӧ, ӵ на галочки сверху; мягкость букв д, з, л, н, с, т обозначать подбуквенной запятой, а в начале слова вместо йотированных гласных писать букву ј. Тогда же Д. И. Корепанов предлагал ввести особые йотированные буквы для обозначения звуков [йы] и [йӧ]. Д. В. Бубрих предлагал исключить из алфавита йотированные гласные и заменить и на і.
Вопрос о переводе удмуртского алфавита на латиницу впервые был поставлен в 1927 году академическим центром Вотского областного отдела народного образования. В 1928 году был составлен первый проект латинизированного алфавита. В мае 1930 года на областной партийной конференции состоялась дискуссия о возможной латинизации и внешнем виде нового алфавита. Тогда же было принято решение разработать единый латинизированный алфавит для близкородственных удмуртского и коми языков, что и было сделано в 1931 году. Летом 1931 года единый коми-удмуртский латинизированный алфавит был утверждён, после чего должно было начаться его внедрение в жизнь. Однако если алфавит коми был внедрён уже через год, то в Удмуртии никаких реальных шагов для реализации этого проекта сделано не было. Б. Гранде писал, что к декабрю 1932 года не было предпринято никаких шагов к реальному переходу на латинскую письменность, причиной чего назывались негативное отношение областных властей к реформе в целом и отсутствие финансирования.
В итоге к середине 1930-х годов переход удмуртской письменности на латиницу всё ещё не был осуществлён, а к тому моменту государственная политика в отношении к письменностям национальных меньшинств изменилась — начался переход на кириллический алфавит. Таким образом графическая система удмуртского письма осталась неизменной.